# Masatoshi Mihara
Masatoshi Mihara (født 2. august 1988) er en japansk fodboldspiller, som spiller for den japanske fodboldklub Vissel Kobe.